# Madom da Sgióf
Madom da Sgióf är en bergstopp i Schweiz.   Den ligger i distriktet Locarno och kantonen Ticino, i den sydöstra delen av landet, 130 km sydost om huvudstaden Bern. Toppen på Madom da Sgióf är 2 265 meter över havet, eller 252 meter över den omgivande terrängen. Bredden vid basen är 3,4 km.
Terrängen runt Madom da Sgióf är huvudsakligen mycket bergig. Närmaste större samhälle är Minusio, 10,4 km söder om Madom da Sgióf. 
I omgivningarna runt Madom da Sgióf växer i huvudsak blandskog. Runt Madom da Sgióf är det glesbefolkat, med 12 invånare per kvadratkilometer.